# IC 641
IC 641 је ознака објекта на координатама са ректансцензијом 10h 47m 49,3s и деклинацијом + 34° 40" 21'. Открио га је Гијом Бигурдан, 27. марта 1887. Каснијим посматрањима на том положају није уочен никакав астрономски објекат.